# Classificazione del para-snowboard

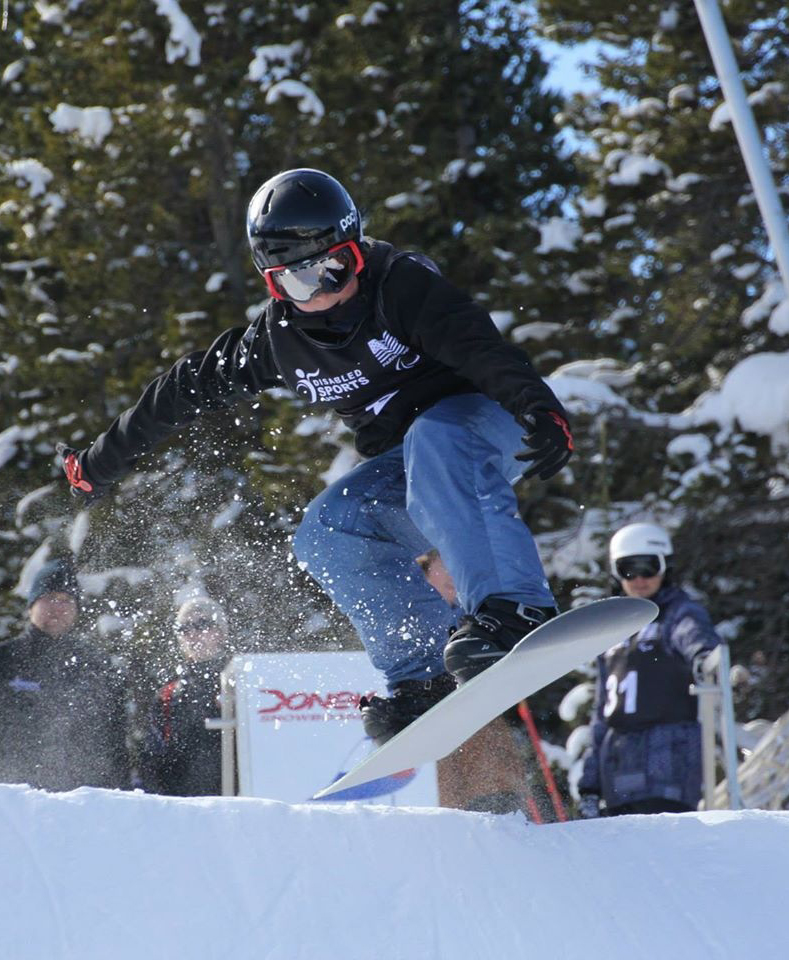
Snowboarder Paralimpico Australiano Ben Tudhope. All'età di 14 anni è stato il più giovane atleta, tra tutte le nazioni presenti, a partecipare alle competizioni dei Giochi Paralimpici Invernali del 2014.

La classificazione del para-snowboard è il sistema di classifica del para-snowboard. Lo sport, originariamente chiamato "adaptive snowboard" (snowboard adattato), è ora praticato da centinaia di atleti di tutto il mondo. Il Comitato paralimpico internazionale (IPC) definisce due classi: SB-LL per gli atleti con una menomazione fisica che colpisce una o entrambe le gambe, e SB-UL per gli atleti con una menomazione fisica che colpisce uno o entrambe le braccia che competono stando in piedi. Lo sport ha fatto il suo ufficiale debutto paralimpico nel 2014 ai giochi paralimpici di Soči.

## Ammissibilità
Esistono classificazioni per i concorrenti non udenti, i concorrenti non vedenti, persone con disabilità fisiche e persone con disabilità intellettive. Le norme di ammissibilità dell'IPC prevedono gli atleti con una menomazione fisica come la perdita di un arto o di deficienza degli arti, lesioni del midollo spinale, danni ai nervi o paralisi cerebrale. A partire dal 2014, gli atleti con altre menomazioni, come ad esempio quella visiva, non sono ammissibili. L'IPC definisce due classi:
- SB-LL per gli atleti con una menomazione fisica che colpisce una o entrambe le gambe. Gli atleti possono utilizzare una protesi o apparecchiature modificate per competere.
- SB-UL per gli atleti con una menomazione fisica che colpisce uno o entrambe le braccia che competono stando in piedi.[4]

La World Snowboard Federation (WSF) ha un sistema di classificazione più elaborato, con classi che vanno da SB 1 a SB12 per gli snowboarder con disabilità agli arti:
- SB1 per atleti con gravi disabilità in entrambi gli arti inferiori
- SB2 per atleti con gravi disabilità in un arto inferiore
- SB3 per atleti con moderate disabilità in entrambi gli arti inferiori
- SB4 per atleti con moderate disabilità in un arto inferiore
- SB5 per atleti con disabilità in entrambi gli arti superiori
- SB6 per atleti con disabilità in un arto superiore
- SB9 per atleti con disabilità in un arto superiore e uno inferiore
- SB10 classe "sitting" per atleti con disabilità in entrambi gli arti inferiori e tronco
- SB11 classe "sitting" per atleti con disabilità in entrambi gli arti inferiori e parziale funzionalità del tronco
- SB12 classe "sitting" per atleti con disabilità in entrambi gli arti inferiori e buona funzionalità del tronco

La WSF definisce anche 3 classi per le menomazioni visive, B1, B2 and B3, identiche a quelle usate dalla International Blind Sports Federation (IBSA) per gli altri sport per atleti non vedenti.

## Comitato di supervisione
Lo sport, ampiamente chiamato Adaptive Snowboarding ha tenuto la sua prima competizione ufficiale nel 2000 ai Nazionali USASA a Waterville Valley NH, USA. La USASA supervisionò le competizioni di snowboard adattato nell'America settentrionale fino al 2008, dopo di che la WSF accettò le gestione internazionale a partire dal 2009. Ora è praticato da centinaia di atleti di tutto il mondo, e gestito dal Comitato Paralimpico Internazionale (IPC).  L'IPC e la WSF firmarono un memorandum d'intesa nel luglio 2009 secondo il quale la WSF avrebbe continuato a gestire tale discipline fino al 2014, dopo di che la situazione sarebbe stata riesaminata. Entrambe le organizzazioni continueranno i loro sforzi per sviluppare questo sport. L'IPC di sci alpino sovrintende lo snowboard così come lo sci alpino,che condividono un insieme comune di regolamenti.  Per spiegare il cambiamento del nome dello sport, La WSF ha dichiarato che:
Il prefisso "para" è di origine greca e significa "al fianco". E 'usato per illustrare come i movimenti Olimpici e Paralimpici esistono fianco a fianco.
Para-Snowboard e Adaptive Snowboard non si riferiscono necessariamente alla stessa cosa, anche se entrambi sono praticati da persone con disabilità. Il nuovo nome descrive lo snowboard adattabile competitivo, e la sua accettazione nel movimento paralimpico.
»
Per i concorrenti australiani in questo sport, lo sport e la classificazione sono gestiti dalla federazione nazionale con il supporto del Comitato Paralimpico Australiano.  Ci sono tre tipi di classificazione disponibili per i concorrenti australiani: provvisoria, nazionale ed internazionale.  La prima è per le competizioni a livello di società, la seconda per i concorsi statali e nazionali, e la terza per le competizioni internazionali.

## Ai giochi paralimpici
Dopo aver inizialmente rifiutato tale disciplina nel mese di agosto 2011, il Comitato paralimpico internazionale ha cambiato idea e ha aggiunto para-snowboard per il programma di sci alpino, il 2 maggio 2012. Il Presidente del Comitato Organizzatore Olimpico di Sochi 2014 Olympic Organizing Committee, Dmitry Chernyshenko, ha accolto l'aggiunta del nuovo sport, dicendo:
Lo sport ha fatto il suo debutto ufficiale nelle discipline paralimpiche invernali alle Paralimpiadi Invernali 2014 a Sochi, Russia. Ci sono state gare di cross snowboard maschile e femminile. Sono stati svolti solo gli eventi nella classe SB-LL. Gli eventi sono stati eseguiti con prove a cronometro (un concorrente alla volta), e a differenza di altri eventi Paralimpici, i risultati sono stati calcolati senza i fattori che regolano i tempi in base alla classificazione della disabilità. Ogni atleta ha svolto tre giri su un percorso di salti, dossi e curve. I due migliori tempi ottenuti sono stati sommati insieme per ottenere il tempo finale.
Entrambi gli eventi sono stati eseguiti il 14 marzo 2014. La gara femminile è stata vinta da Bibian Mentel-Spee dei Paesi Bassi con un tempo di 1 minuto 57,43 secondi. La Francia con Cecile Hernandez Ep Cervellon è arrivata seconda con un tempo di 2 minuti 07.31 secondi. L'americana Amy Purdy è arrivata terza con il tempo di 2 minuti 14.29 secondi. La gara maschile ha visto il dominio degli Stati Uniti che hanno fatto piazza pulita: Evan Strong vince la medaglia d'oro con il tempo di 1 minuto 43.61 secondi, seguito da Michael Shea con un tempo di 1: 44.18 e Keith Gabel con il tempo di 1: 47.10.

## Futuro
Gli eventi di cross snowboard a Sochi sono stati un successo, i biglietti sono stati tra i primi ad essere venduti insieme a quelli di para-snowboard. Nel mese di aprile 2014, la IPC ha annunciato il progetto di aggiungere lo slalom ai Giochi paralimpici Invernali 2018 di Pyeongchang, Corea del Sud. L'idea è stata presa in considerazione al fine di avere l'evento di cross snowboard con coppie di atleti in gara uno contro l'altro, piuttosto che come una prova a cronometro. Non sono ancora stati considerati progetti per aggiungere le categorie non in piedi o ipovedenti ai Giochi. Fino al 2014, gli eventi nella categoria non vedenti non erano considerati come eventi da medaglia dal WSF Para-Snowboard a causa del piccolo numero di atleti competitivi a livello internazionale.